# Généalogie de la morale
La Généalogie de la morale. Un écrit polémique (Zur Genealogie der Moral. Eine Streitschrift) est un essai philosophique de Friedrich Nietzsche publié en 1887. Il suit, complète et éclaire Par-delà le bien et le mal. Nietzsche se donne pour objectif de montrer d'où proviennent les valeurs morales contemporaines et pourquoi nous devrions en changer pour des valeurs plus saines.
La Généalogie de la morale se compose d'une préface et de trois dissertations écrites dans un style jugé brillant et d'une grande force par les commentateurs. Cette forme donne à la pensée de Nietzsche une présentation plus systématique et accessible que ses œuvres précédentes. Pour ces raisons, elle est souvent considérée comme le chef-d'œuvre de Nietzsche et comme l'une des œuvres majeures de la pensée morale contemporaine.

## Présentation

### Principaux thèmes

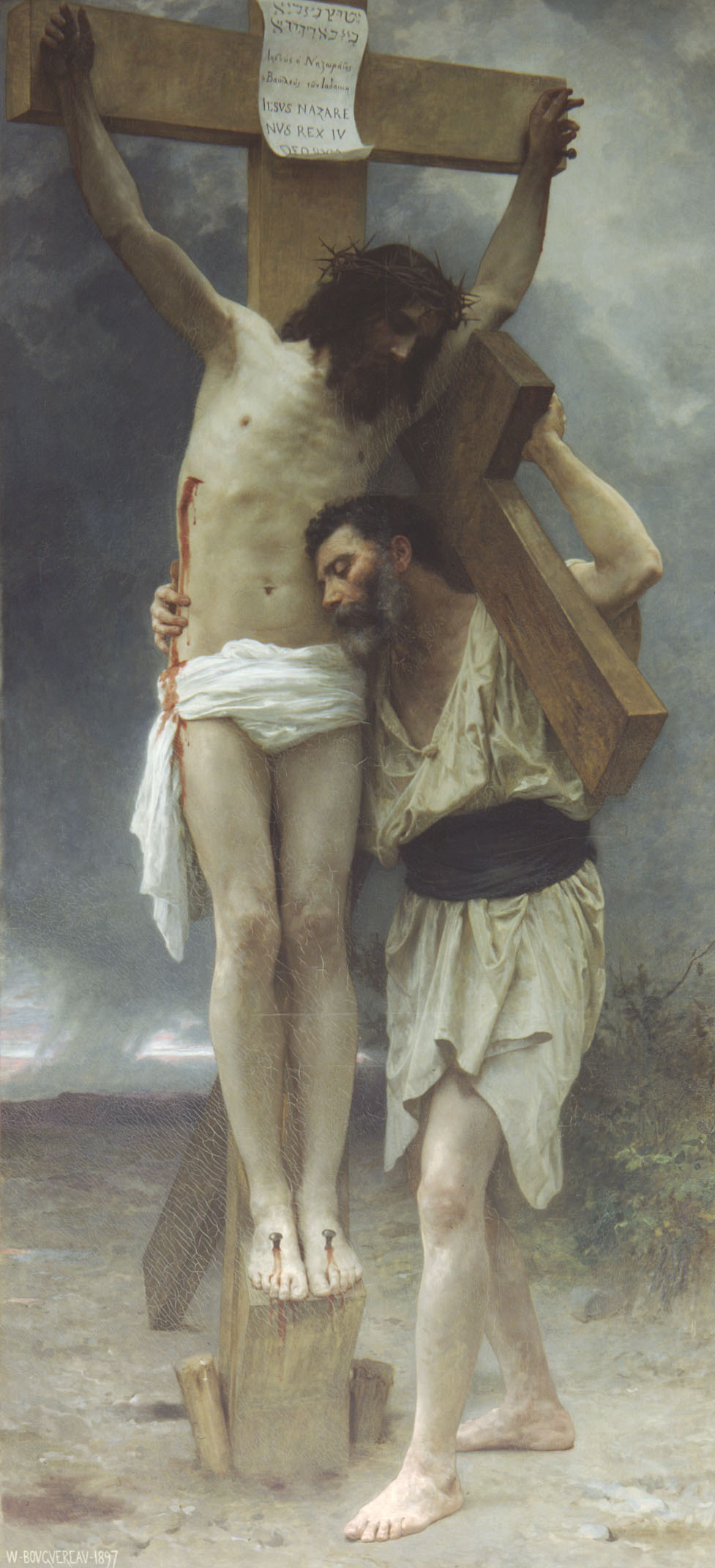
William-Adolphe Bouguereau, Compassion.

La Généalogie de la morale pose la question des origines et de la valeur des valeurs issues du judéo-christianisme qui sont au fondement de la morale occidentale contemporaine. Selon Nietzsche, ces valeurs sont essentiellement altruistes : la pitié et la négation de soi (le refoulement des instincts et leur culpabilisation) sont estimées intrinsèquement bonnes et sont donc des critères pour juger de l'accord des sentiments et des actions humaines au bien. Ces valeurs reposent ultimement sur l'idée d'un monde plus élevé, absolu, qui diffère radicalement du monde naturel et par rapport auquel ce dernier est dévalorisé : le monde naturel est en effet celui des instincts et du corps, tandis que le monde des phénomènes moraux est censé le transcender.
Les trois dissertations qui constituent la Généalogie de la morale traitent de plusieurs phénomènes moraux (la conscience morale, la promesse, etc.), établissent leurs origines et aboutissent à la formulation d'un diagnostic au sujet de la morale ; ce diagnostic prépare la voie à une réévaluation de ces valeurs jusqu'ici tenues pour les plus hautes. Les matières principales traitées dans ces trois études sont la nature de la morale contemporaine, la psychologie et l'histoire qui ont engendré les valeurs de cette dernière, leurs conséquences néfastes pour la santé, la signification de la douleur, et un appel à la création de nouvelles valeurs affirmant la vie.
Deux questions traversent l'ensemble du livre : comment en est-on venu, non seulement à croire en de telles valeurs, mais également à faire de la négation de soi la substance même de la vie affective et la norme inconditionnelle des sentiments et des actions morales? C'est la question de l'origine. Ces croyances sont-elles bénéfiques à l'homme, sont-elles favorables ou nuisibles à sa santé ? C'est le problème de la valeur de ces valeurs.
« […] nous avons besoin d’une critique des valeurs morales, et la valeur de ces valeurs doit tout d’abord être mise en question — et, pour cela, il est de toute nécessité de connaître les conditions et les milieux qui leur ont donné naissance, au sein desquels elles se sont développées et déformées […] »
La Généalogie de la morale est donc constituée de deux projets : c'est une enquête sur l'origine des valeurs morales, et en même temps une évaluation de ces valeurs.

### Méthode généalogique et évaluation
La méthode généalogique que Nietzsche propose de suivre dans la Généalogie de la morale ne pose pas seulement aux commentateurs la question de savoir en quoi consiste précisément une telle méthode, mais comment une méthodologie de nature en apparence historique peut être rattachée à un projet d'évaluation et de réévaluation des valeurs sur lesquelles porte l'enquête.

#### La généalogie
La généalogie est pour Nietzsche la pratique correcte de l'histoire. La généalogie de la morale est donc l'histoire réelle de la morale :
« Il s’agit de parcourir, — en posant quantité de problèmes nouveaux, et comme avec des yeux nouveaux, — l’énorme, le lointain et le si mystérieux pays de la morale — de la morale qui a vraiment existé et qui a été véritablement vécue. »
Cette méthode n'est cependant pas historique au sens habituel du terme, puisqu'il s'agit d'une méthode hautement sélective qui ne retient de l'histoire que les éléments susceptibles d'expliquer pourquoi une évaluation a émergé et pourquoi elle a été soutenue. Ces évaluations sont, dans l'anthropologie nietzschéenne, le résultat d'instincts et d'affects ; aussi la généalogie est-elle essentiellement une enquête psychologique. Par exemple, bien que le ressentiment soit né sur un terrain politique et sociologique déterminé, c'est l'affect créé dans ces conditions qui est à l'origine des valeurs de ressentiment. Cet affect se perpétue en outre dans d'autres conditions. En elles-mêmes, les conditions socio-historiques ne sont donc pas suffisantes pour expliquer les valeurs morales.
L'enquête généalogique n'est donc pas à proprement parler une enquête historique : elle ne vise pas à retracer des chaînes d'événements (comme celles qui constituent une époque, une culture). Elle a pour objectif de découvrir des « types » psychologiques, existants dans des cultures différentes, à des époques différentes. Par exemple, l'opposition entre maîtres et esclaves n'existe plus de nos jours telle qu'on la trouve dans les civilisations grecque et romaine, mais les états psychologiques produits par une telle opposition continuent selon Nietzsche de se perpétuer dans les évaluations morales contemporaines.
À cet égard, la généalogie de la morale est un problème d'interprétation : elle pose la question de savoir à partir de quel type d'affects certaines actions, certaines passions, certains instincts, etc., ont été évalués. Cette nature interprétative de la généalogie a deux conséquences. En premier lieu, une morale ou un phénomène moral n'a pas une origine unique et ne possède donc pas d'unité historique, ni de finalité intrinsèque qui ferait découvrir des progrès dans son histoire : elle se constitue au contraire par des processus de réinterprétations successives qui peuvent n'avoir aucun lien entre eux. Il découle de cela, deuxième conséquence, que la fonction ou la signification actuelle d'une morale n'explique pas son origine et que, de la même manière, l'utilité ou la finalité originelle d'une chose n'explique pas sa raison d'être.
« […] toute l’histoire d’une « chose », d’un usage peut être une chaîne ininterrompue d’interprétations et d’applications toujours nouvelles, dont les causes n’ont même pas besoin d’être liées entre elles, mais qui, dans certaines circonstances, ne font que se succéder et se remplacer au gré du hasard. »
La généalogie est donc une explication de nos croyances et de nos affects par la recherche d'états psychologiques originels, comme des instincts, inclinations ou aversions, qui sont devenus des types humains, et qui ont subi des processus divers de réinterprétations.

#### La réévaluation des valeurs
La Généalogie de la morale ne s'arrête cependant pas au problème de trouver des origines à des valeurs morales : Nietzsche associe à cette recherche une évaluation des valeurs, et cette évaluation, essentiellement critique, se distingue nettement de la généalogie. Ainsi, dans Ecce Homo, Nietzsche dit, à propos de la Généalogie, qu'il s'agit d'un essai de réévaluation des valeurs. Mais la méthode généalogique se présente avant tout comme une étape préparatoire, comme une partie critique, qui n'est pas l'évaluation elle-même.
Si Nietzsche ne cherche pas seulement, par la généalogie, à montrer d'où viennent certaines valeurs morales, mais également à les évaluer, c'est parce qu'il espère montrer leur caractère néfaste et comment elles constituent des obstacles à la culture et à l'élévation de l'homme. C'est pourquoi la Généalogie de la morale est un écrit polémique, et cette polémique est tournée vers l'avenir de l'humanité. Nietzsche formule en effet l'enjeu suivant : si la morale actuelle continue de priver l'existence de sa grandeur, en empoisonnant la vie des hommes par des valeurs reposant sur la négation de soi, l'humanité verra l'avènement du dernier homme, type d'hommes qui se satisfait de peu, de son confort et de sa tranquillité, et qui sera dépourvu de toute ambition créatrice. La critique de la morale doit au contraire délivrer la conscience moderne du poids de la morale qui l'empêche de s'affirmer, d'être créatrice.

### Les adversaires:SchopenhaueretPaul Rée

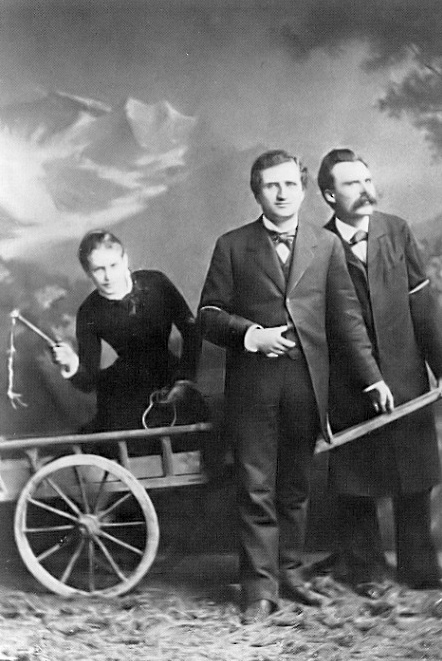
Lou, Paul Rée et Nietzsche.

Nietzsche a lui-même situé la Généalogie de la morale dans son œuvre, comme l'indique le second sous-titre (donner les clés conceptuelles pour déchiffrer certains de ses aphorismes). Mais il s'est également situé par rapport à deux de ses anciens maîtres ou inspirateurs dans le domaine de la morale, Arthur Schopenhauer et Paul Rée. Ces deux antagonistes sont cités dans la préface et sont présents à divers degrés dans plusieurs passages du livre.
Schopenhauer, dont l'influence est notable dans La Naissance de la tragédie, peut être évoqué pour trois aspects traités dans la Généalogie : le pessimisme, la morale de la pitié et la théorie du caractère. Les deux premiers aspects sont l'objet d'une évaluation critique qui en fait des symptômes du nihilisme, et le troisième est repris et développé par Nietzsche sous la forme d'une théorie des types esquissée dès la préface.
Paul Rée a eu une influence déterminante sur Nietzsche à l'époque de Humain, trop humain, en discutant avec lui des questions de l'origine des sentiments moraux. Nietzsche a toutefois finalement reproché à la méthode de son ami son caractère trop intellectualiste.
Cette influence de Paul Rée, et la critique que fait Nietzsche de la méthode de son ami, sont à rapprocher de la mise en cause de recherches morales essentiellement anglo-saxonnes, tel que l'utilitarisme. Nombre de philosophes de langue anglaise avaient en effet proposé eux aussi une théorie de l'origine de la morale. Nietzsche en avait pris connaissance au moins à partir de 1869, par la lecture de l’History of European Morals de l'historien William Edward Hartpole Lecky, qui aborde les théories de Hume, Hutcheson, Bentham, John Stuart Mill et d'autres.

### Thèses soutenues
Dans la Généalogie de la morale, Nietzsche soutient, ou est amené à soutenir, les thèses principales suivantes :
- les valeurs morales peuvent être expliquées psychologiquement ;
- il existe dans l'histoire deux types[18] opposés de morale, celle des forts et celle des faibles. Ces types se rencontrent mélangés.
- la morale des esclaves a fini par triompher ;
- la morale des faibles est ennemie de l'épanouissement de l'humanité, en particulier de ces types créateurs, les plus élevés ;
- la haine de soi et les conflits émotionnels qu'entretient la morale des faibles sont pour Nietzsche une maladie provoquant plus de souffrances que la cure que la morale prétend apporter, et ces souffrances conduisent à la négation de soi et au nihilisme ;
- cette morale est toujours la nôtre.

## Style et perception de l'œuvre

### Style et argumentation

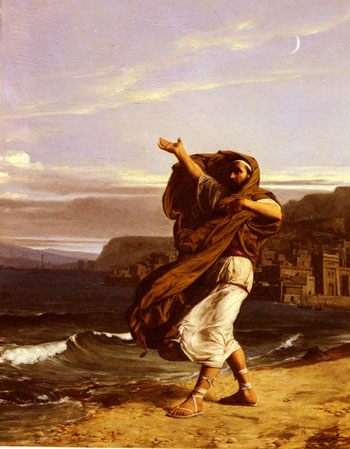
Démosthène s'exerçant à la parole, par Jean-Jules-Antoine Lecomte du Nouÿ (1870).

Contrairement aux précédents écrits de Nietzsche, la Généalogie de la morale se présente sous la forme continue et développée de la dissertation.
Nietzsche a souvent été accusé de ne pas présenter ses thèses de manière argumentée et de ne pas formuler de thèses bien identifiables. Or, la Généalogie de la morale, malgré son mode d'exposition, n'a pas échappé à cette accusation, car Nietzsche y utilise de nombreux effets de rhétorique et s'adresse aux affects de ses lecteurs d'une manière qui peut apparaître irrationnelle.
La question de savoir comment l'on considère le style de Nietzsche est importante, dans la mesure où d'elle dépend la manière dont on va aborder son œuvre : comme l'œuvre d'un brillant styliste, mais pas d'un philosophe ; ou, au contraire, comme l'œuvre d'un philosophe dont le mode d'exposition est calculé, pensé. Dans les études récentes portant sur la Généalogie de la morale, des commentateurs ont formulé deux types d'observations en faveur de la seconde branche de l'alternative.
En premier lieu, l'abnégation dont le philosophe prétend faire preuve dans ses raisonnements les plus abstraits repose sur les mêmes valeurs morales que critique Nietzsche. Dès lors, le style de Nietzsche doit être regardé comme un choix cohérent en faveur d'un mode d'exposition qui exclut le caractère impersonnel et désintéressé de la recherche de la vérité.
En second lieu, il n'est pas possible pour Nietzsche de s'adresser à ses lecteurs comme si ces derniers n'étaient que de purs intellects : Nietzsche conçoit en effet l'homme comme un ensemble d'instincts et d'affects. Dès lors, la volonté de persuader et le brillant du style ne sont pas de purs moyens rhétoriques superficiels ou creux, mais une authentique méthode philosophique pour faire comprendre aux lecteurs les affects qui sont en jeu dans le problème de la valeur de la morale.
Dans les dix dernières années du XXe siècle et au début du XXIe siècle, l'étude de la pensée de Nietzsche connaît un regain d'intérêt dans des pays où la tradition philosophique tendait plutôt à l'exclure du champ philosophique pour les raisons mentionnées. Les commentateurs de langue anglaise sont de plus en plus nombreux à penser que Nietzsche soutient des thèses philosophiques et qu'une œuvre comme la Généalogie de la morale a donc bien à voir avec une authentique recherche de la vérité, bien qu'il ne s'agisse pas dans ce cas d'une recherche inconditionnée de la vérité, mais d'une exigence de véracité.
À la différence des précédentes réceptions de Nietzsche par des traditions philosophiques où l'accent est surtout mis sur l'histoire de la philosophie, l'ontologie ou le relativisme, les thèses de Nietzsche sur la morale et la psychologie sont abordées comme des recherches historiques et empiriques qui ont pour but de rendre compte des phénomènes moraux d'un point de vue naturaliste ; à ce titre, ces thèses sont susceptibles d'être analysées, discutées, corroborées ou réfutées. En ce sens, l'accent est mis sur le caractère scientifique des théories soutenues par Nietzsche. Enfin, dans la mesure où la Généalogie de la morale se présente sous une forme plus systématique que les textes qui la précédent, cet intérêt pour la pensée de Nietzsche se traduit par une multiplication des commentaires détaillés de cette œuvre.
On remarquera encore que le troisième traité, "Que signifient les idéaux ascétiques ?", est présenté dès la préface comme une explicitation d'un aphorisme d'Ainsi parlait Zarathoustra. Si La Généalogie de la morale laisse encore le soin à son lecteur de « ruminer » les arguments présentés, Nietzsche s'y montre davantage soucieux d'être compris - souci traduit dans l'appel aux académies formulé à la fin de la première dissertation.

### Public visé
Compte tenu de la rhétorique utilisée par Nietzsche et de la charge anti-chrétienne contenue dans le livre, quel public vise-t-il dans cette œuvre ? Une première hypothèse serait qu'il s'agit pour Nietzsche de persuader les chrétiens du caractère néfaste de leurs valeurs. Cette hypothèse est cependant peu probable, et des commentateurs préfèrent rapprocher le caractère polémique de la Généalogie de la morale de l'attitude de l'homme fou du Gai Savoir : il s'agit de faire comprendre aux lecteurs qui n'ont plus la foi, mais qui conservent la morale chrétienne, les conséquences de la mort de Dieu : si Dieu est mort, les valeurs morales sont obsolètes.

## Éléments d'analyse
La Généalogie de la morale est composée de trois dissertations : 
- I. « Bon et méchant », « bon et mauvais »
- II. La « faute », la « mauvaise conscience » et ce qui lui ressemble
- III. Que signifient les idéaux ascétiques ?

### 1redissertation: «Bon et méchant, bon et mauvais.»
Outre le § 260 de Par-delà bien et mal qui présente les grandes lignes des thèses soutenues dans cette première dissertation, Nietzsche en a donné par la suite un résumé dans Ecce homo :

« La vérité de la première dissertation est la psychologie du christianisme : la naissance du christianisme par l'esprit du ressentiment, et non, comme on aime à le croire, par l' « Esprit », — dans son essence même mouvement réactif, le grand soulèvement contre la domination des valeurs nobles. »

La thèse de Nietzsche est que la morale issue du christianisme est la création d'un certain type d'hommes (dont l'existence se situe entre les Ier et IIIe siècles apr. J.-C.). Excluant l'inspiration divine comme explication de l'avènement des valeurs de cette morale, Nietzsche propose de rendre compte psychologiquement du renversement radical des valeurs nobles qui a conduit à leur dévaluation.

#### Contradiction interne de l'altruisme
La première dissertation commence par une critique des penseurs anglais qui, selon Nietzsche, font du désintéressement et de l'oubli de ce désintéressement la source de la morale. La formulation que donne Nietzsche de la pensée anglaise est estimée inexacte, voire fausse, mais elle reste valable si l'on identifie la cible de la critique nietzschéenne comme étant Paul Rée. Malgré cette confusion sur les philosophes qu'il attaque, les arguments de Nietzsche contre la morale altruiste peuvent en outre être examinés pour eux-mêmes. Nietzsche soutient ainsi que la morale de l'altruisme est à la fois psychologiquement contradictoire et historiquement insoutenable.
L'argument de la contradiction psychologique consiste à avancer qu'il est impossible que quiconque oublie l'utilité ou le bénéfice pour lui-même que peut avoir une action : il est tout au contraire certain que l'utilité de l'altruisme ne peut être oubliée, car elle est par définition dans l'intérêt même de ceux qui en sont les bénéficiaires. Cette contradiction psychologique interne est pour Nietzsche fatale à l'idée que l'origine de la morale serait l'oubli de la qualité désintéressée.
Nietzsche propose alors une autre méthode, qui consiste à chercher la signification du mot « bon » dans l'histoire.

#### Le ressentiment
Par une recherche étymologique touchant les mots « bon » et « mauvais», Nietzsche tente de montrer que les couples d'évaluation « Bon et méchant » et « bon et mauvais » ont des origines distinctes, ce qui conduit à affirmer que le mot « bon » possède deux sens radicalement opposés. Cette opposition exprime la différence entre l'évaluation des forts (le bon est le noble, le puissant, celui qui est pleinement ; le mauvais est celui qui ne possède pas ces qualités, le malheureux) et celle des faibles (le méchant est le fort, le bon est celui qui n'est pas méchant).
La distinction « bon et méchant », produit de ce que Nietzsche nomme « morale des esclaves », désigne donc par « méchant » le bon de l'autre morale, celle des maîtres. C'est par un sophisme né du ressentiment que se produit ce renversement de valeurs (le bon devient le méchant). Le ressentiment est, selon Nietzsche, comme une « vengeance imaginaire » (G.M. I.7°), « une vindicte essentiellement spirituelle » (G.M. I.10). La constitution du ressentiment implique un sophisme du type :

« Les aigles sont méchants
or nous sommes le contraire des aigles
donc nous sommes bons, dit l’agneau logicien. »

L’agneau, qui est le faible, voudrait faire croire que lui se retient de manger l’aigle (fiction d’une force séparée de ce qu’elle peut) et que, par conséquent, il est bon alors que l’aigle est méchant parce qu’il ne se retient pas. C’est donc en toute rigueur que l’aigle pourrait répondre : 

« je ne suis pas méchant, je vous aime bien vous les agneaux. Rien n’est plus savoureux qu’un petit agneau. »

Nietzsche conclut son Premier Traité en montrant que les deux propositions antagonistes "bon/mauvais" et "bon/méchant" sont engagées dans une lutte immense depuis des millénaires, combat né avec la guerre entre Rome (bon/mauvais) et la Judée (bon/méchant). Ce qui a commencé avec la Judée, Nietzsche le voit comme le triomphe du ressentiment ; pendant un moment dans l'histoire, cette emprise fut brisée par la Renaissance, mais aussitôt réaffermie par la Réforme, et rafraîchie de nouveau par la Révolution française (dans laquelle les "ressentiments instinctifs de la foule" triomphèrent).
|                            | Bon et mauvais                                                                      | Bon et méchant |
| -------------------------- | ----------------------------------------------------------------------------------- | --- |
| Genèse                     |                                                                                     | |
| Chronologie Motivé par     | le « bon » vient en premier, le « mauvais » est seulement dérivé affirmation de soi | le « méchant » vient en premier, le « bon » est défini ensuite comme celui qui n'est pas « méchant » ressentiment |
| Évaluation                 |                                                                                     | |
| Porte sur Valeurs          | la personne, le caractère noblesse du caractère                                     | les actions toutes les actions en faveur de ceux qui souffrent sont bonnes                                        |
| Métaphysique de la Volonté |                                                                                     | |
| Liberté                    | pas d'idée d'un agent libre                                                         | agent libre d'être bon ou méchant                                                                                 |

### 2edissertation: «La faute et la mauvaise conscience et ce qui leur ressemble»
« La faute et la mauvaise conscience et ce qui leur ressemble », c'est-à-dire l’antinomie de la mauvaise conscience.
La mauvaise conscience, comme retournement de l’accusation contre soi (comme l'illustre le mea culpa, qui est un acte de contrition), comme culpabilisation (l’aigle culpabilisé se reconnaît coupable) est un retournement de la force contre elle-même : elle est donc, par nature antinomique (« L’antinomie s’exprime comme opposition de la morale et de la vie »). En ce sens, elle est à l’origine de ce que Nietzsche appellera « le monde renversé ».
Pour Nietzsche, la conscience de la faute vient de la capacité de l'Homme à promettre (ce qui caractérise sa liberté) et la possibilité de ne pas payer sa dette. Le créancier peut alors exercer un châtiment sur le débiteur car le plaisir que lui procure l'acte de faire souffrir le rembourse des dommages qui lui ont été causés (« La compensation représente une invitation et un droit à la cruauté »).
De plus, l'ensemble des châtiments et toutes les contraintes de la société et de l'État (il faut ici comprendre ces termes dans le sens de n'importe quelle communauté, même la plus primitive), a poussé l'Homme à intérioriser ses instincts naturels (cruels et violents) d'Homme libre de sorte que sa cruauté s'exerce alors sur lui-même : on en vient à ce dégout de l'Homme pour lui-même dont parle Nietzsche.
Le Christianisme a proposé une échappatoire à cette situation : Dieu. Le créancier des fautes des hommes « se sacrifiant lui-même pour payer la dette de l'Homme, Dieu se faisant payer lui-même par lui-même, Dieu comme seul capable de racheter l'homme de ce dont lui-même est devenu incapable de se racheter ». Pour Nietzsche, cela relève de l'invention et de la mascarade : « le créancier se sacrifiant pour son débiteur, par amour (est-ce croyable ?) ».

### 3edissertation: «Que signifient les idéaux ascétiques?»
L’idéal ascétique renvoie à la plus profonde mystification, celle de l’Idéal qui comprend toutes les autres, toutes les fictions de la morale et de la connaissance : il s’agit de la volonté de néant.
Pour Nietzsche, les idéaux ascétiques sont entretenus et développés par les prêtres ascétiques. À travers eux, « les faibles et les malades » trouvent un espoir de puissance sur les forts. Les idéaux ascétiques sont les subterfuges inventés par les prêtres ascétiques pour pallier la mauvaise conscience et le ressentiment des faibles. Ces idéaux intègrent une affirmation de l'existence de la vérité, ce que Nietzsche rejette. Pour lui, cette notion actuellement ancrée dans nos esprits d'une vérité qui nous est infiniment supérieure et que nous essayons de connaitre, est le fruit de l'influence des prêtres ascétiques depuis deux mille ans.
C'est une erreur fondamentale de l'humanité soulevée ici par l'auteur. Il affirme de même que de nos jours (à l'époque de Nietzsche) la science, les anti-idéalistes et, de façon générale, l'ensemble des êtres humains est endoctriné par cet ascétisme vieux de deux mille ans: c'est-à-dire que tout le monde croit toujours à tort qu'il existe une vérité, cet idéal de connaissance. L'auteur évoque cependant la possibilité que les artistes puissent être les seuls à pouvoir représenter l'antagonisme de l'ascétisme, car ils usent du mensonge et de l'illusion dans leurs œuvres (plus simplement ils ne considèrent pas la vérité, mais le faux).
Nietzsche conclut cette dissertation et toute son œuvre en affirmant que les idéaux ascétiques apportent un but à l'existence de l'Homme sur Terre. L'idéal ascétique offre un sens à la souffrance et au labeur de l'humanité. La souffrance jusque-là injustifiée trouva sa cause dans la faute. L'humain veut ne plus être, il souhaite ne pas souffrir, ne pas vivre, ne pas mourir, échapper à l'animalité, échapper de cette façon à la vie : Nietzsche résume cette situation en une formule simple : « l'Homme aime mieux vouloir le néant que ne pas vouloir… »

## Postérité
Dans L'Homme du ressentiment, Max Scheler reprend et développe la notion de ressentiment.

## Historique

### Écriture
L’ouvrage entier, ainsi que l’écrit Nietzsche à Georg Brandes, fut « conçu, exécuté et préparé pour l’impression entre le 10 et le 30 juin 1887 » à Sils-Maria. Interrompu dans son travail par un nouvel accès de son mal, Nietzsche ne put en rédiger définitivement les derniers paragraphes et achever la correction des épreuves qu’en octobre de la même année. La publication eut lieu en novembre 1887, chez l’éditeur C. G. Naumann à Leipzig.

### Éditions
- Nietzsche, Friedrich: Zur Genealogie der Moral : eine Streitschrift. - Leipzig : Naumann, 1887. - XIV, 182 S.
- Jenseits von Gut und Böse. Zur Genealogie der Moral, édité par Giorgio Colli et Mazzino Montinari, Kritische Gesamtausgabe, Abteilung VI, Band 2, 1996  (ISBN 9783110051759)

## Traductions
- Henri Albert, Paris, Mercure de France, 1908
- Jean Gratien et Isabelle Hildenbrand, Paris, Gallimard, 1971 ; coll. poche, Paris, Gallimard, Folio, 1985
- Angèle Kremer-Marietti, Paris, Union générale d'éditions, coll. 10/18, 1974 ; rééd. Paris, L'Harmattan, 2006
- Patrick Wotling, Paris, Le Livre de Poche, 2000
- Éric Blondel, Ole Hansen-Løve, Théo Leydenbach, Pierre Pénisson, Paris, Garnier-Flammarion, 2000, rééd. 2011

## Commentaire
- Andreas Urs Sommer: Kommentar zu Nietzsches Zur Genealogie der Moral (= Heidelberger Akademie der Wissenschaften (ed.): Historischer und kritischer Kommentar zu Friedrich Nietzsches Werken, vol. 5/2). XVII + 723 pages. Berlin / Boston: Walter de Gruyter 2019  (ISBN 978-3-11-029308-1), Ebook  (ISBN 978-3-11-038892-3) (le commentaire de référence en allemand, discute la structure, les contextes historiques et intellectuels et toutes les sources de la Généalogie).